# Maison de la paix inter-coréenne
Pour les articles homonymes, voir Maison de la paix.
La Maison de la paix (ou Maison de la paix inter-coréenne) est un lieu de rencontre pour les pourparlers de paix entre la Corée du Nord et la Corée du Sud. Le bâtiment est situé dans la Joint Security Area au sud de la ligne de démarcation militaire qui divise la zone en deux. La Maison de la paix est située sur un ancien village, Panmunjon, qui — avant la guerre de Corée, qui divisa le pays en deux en 1953 — était composé de propriétaires[pas clair].

Carte de Panmunjeom (Joint Security Area)
Ligne de Démarcation militaire
Bâtiments sous administration nord-coréenne
Bâtiments sous administration conjointe des Nations Unies et de la Corée du Sud

## Caractéristiques
La Maison de la paix est un bâtiment de trois étages construit en décembre 1989 et désignée uniquement à des fins non militaires. C’est un lieu où des pourparlers de paix ont lieu, à l’exception des pourparlers militaires entre les deux Corées. Le sommet inter-coréen d'avril 2018 s'est déroulé à la Maison de la paix.
- Date d'achèvement de la construction : 19 décembre 1989
- Surface au sol : 998 mètres carrés, 3 étages hors sol.
- Lieu : la Joint Security Area (JSA) de la zone coréenne démilitarisée (DMZ)
- Fonction : lieu de pourparlers de paix au niveau civil entre la Corée du Nord et la Corée du Sud et lieu de rencontre inter-coréen.
- Juridiction : Commandement des Nations unies en Corée
- Disposition : le 1er étage comprend une paire de salles utilisées pour les conférences de presse et des conférences de délégués de niveau inférieur.

Le 2e étage comprend une salle de réunion qui couvre une grande partie de l'espace disponible.
Le 3e étage comprend deux salles dont une pour les déjeuners et les dîners. La télévision en circuit fermé et les microphones sont installés dans la salle de réunion des pourparlers Nord-Sud, afin que la situation puisse être surveillée en temps réel à la Maison bleue à Séoul.

## Évènements
- La Maison de la paix est une zone neutre, et les administrations Park Geun-hye et Lee Myung-bak l'ont utilisée comme lieu de rencontre.
- En août 2015, le chef de l'Agence de sécurité nationale, Kim Kwan-jin, a utilisé ce lieu pour une rencontre avec le président du Bureau politique de la Corée du Nord.
- Le 9 janvier 2018, Kwon Hyok Bong, directeur du Bureau des arts et de la performance du ministère de la Culture de la Corée du Nord, et Hyon Song-wol, délégué général adjoint de la Corée du Nord, ont rencontré leurs homologues sud-coréens à la Maison de la paix ; ils se sont de nouveau rencontrés le 15 janvier 2018 au Pavillon de l'Unification pour discuter de la participation inter-coréenne aux Jeux olympiques d'hiver de 2018 à Pyeongchang, en Corée du Sud.
- La Corée du Nord et la Corée du Sud ont à nouveau convenu de ces lieux pour le sommet inter-coréen qui a eu lieu le 27 avril 2018[4],[5].